# Íon

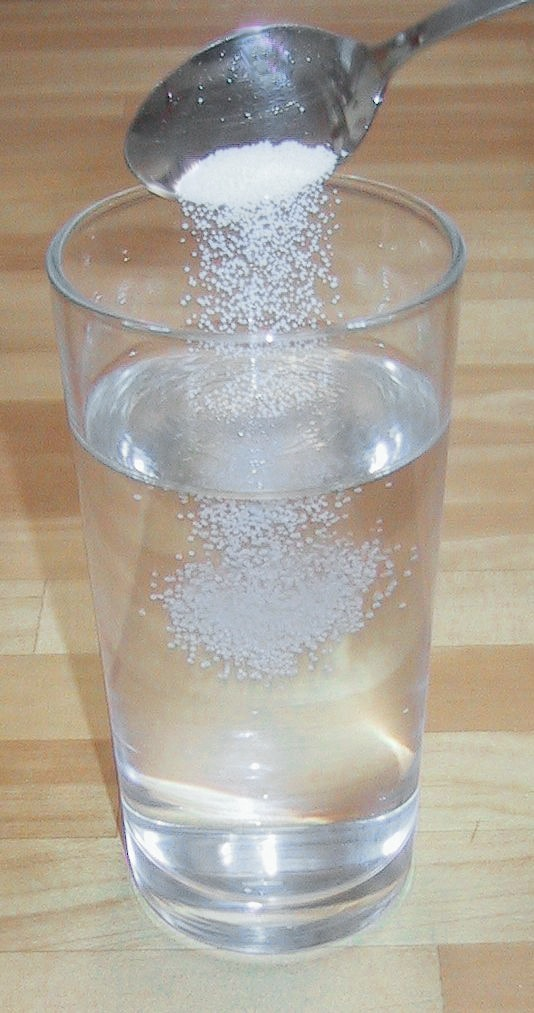
Solução de sal comum na água. O cloreto de sódio no sal se dissocia em dois íons: o cátion de sódio e o ânion do cloreto.

Um íon (português brasileiro) ou ião (português europeu) é uma espécie química eletricamente carregada, que resulta de um átomo ou molécula que perdeu ou ganhou elétrons. Íons, Iões carregados negativamente são conhecidos como ânionsPB, aniõesPE  ou até mesmo como íonsPB,iõesPE negativos (que são atraídos por ânodos), enquanto íons com carga positiva são denominados cátionsPB, catiõesPE, ou íon positivo (que são atraídos por cátodos).

## Campos científicos
Na química, um íon resulta de uma molécula ou átomo que ganhou ou perdeu elétrons num processo conhecido como ionização. Pode também resultar da dissociação eletrolítica de um composto.
Em física, núcleos atómicos (provenientes de átomos completamente ionizados) como os da radiação alfa, são habitualmente designados como partículas carregadas. A ionização é geralmente alcançada pela aplicação de elevadas energias aos átomos, seja através da aplicação de uma alta tensão elétrica ou por via de radiação de alta energia. Um gás ionizado é chamado plasma.

## História
Os íons foram pela primeira vez teorizados por Michael Faraday por volta de 1830, para descrever as porções de moléculas que viajavam, quer na direção do ânodo, quer na direção do cátodo. No entanto, o mecanismo através do qual o fenômeno se processa só foi descrito em 1884 por Svante August Arrhenius na sua tese de doutoramento na Universidade de Uppsala. A teoria de Arrhenius a princípio não foi aceita (ele conseguiu o doutoramento com a nota mais baixa possível), mas acabou por ganhar o Prêmio Nobel de Química em 1903 pela mesma dissertação.

## Análise
Para átomos isolados num vácuo, existem constantes físicas associadas ao processo de ionização. A energia necessária para remover electrões de um átomo é chamada energia de ionização, ou potencial de ionização. Estes termos são também usados para descrever a ionização de moléculas e sólidos, mas os valores não são constantes, porque a ionização pode ser afetada pela química, geometria e temperatura locais.
As energias de ionização decrescem ao longo de um grupo da Tabela Periódica, e aumentam da esquerda para a direita ao longo de um período. Estas tendências são o oposto exato das tendências para o raio atómico. Electrões em átomos menores são atraídos mais fortemente para o núcleo, e portanto a energia de ionização é mais elevada. Em átomos maiores, os electrões não estão presos com tanta força, e portanto a energia de ionização é mais baixa.
| Energias de ionização sucessivas em kJ/mol | Energias de ionização sucessivas em kJ/mol | Energias de ionização sucessivas em kJ/mol | Energias de ionização sucessivas em kJ/mol | Energias de ionização sucessivas em kJ/mol | Energias de ionização sucessivas em kJ/mol | Energias de ionização sucessivas em kJ/mol | Energias de ionização sucessivas em kJ/mol |
| Elemento                                   | Primeira                                   | Segunda                                    | Terceira                                   | Quarta                                     | Quinta                                     | Sexta                                      | Sétima                                     |
| ------------------------------------------ | ------------------------------------------ | ------------------------------------------ | ------------------------------------------ | ------------------------------------------ | ------------------------------------------ | ------------------------------------------ | ------------------------------------------ |
| Na                                         | 496                                        | 4560                                       |                                            |                                            |                                            |                                            |                                            |
| Mg                                         | 738                                        | 1450                                       | 7730                                       |                                            |                                            |                                            |                                            |
| Al                                         | 577                                        | 1816                                       | 2744                                       | 11600                                      |                                            |                                            |                                            |
| Si                                         | 786                                        | 1577                                       | 3228                                       | 4354                                       | 16100                                      |                                            |                                            |
| P                                          | 1060                                       | 1890                                       | 2905                                       | 4950                                       | 6270                                       | 21200                                      |                                            |
| S                                          | 999                                        | 2260                                       | 3375                                       | 4565                                       | 6950                                       | 8490                                       | 11000                                      |
| Cl                                         | 1256                                       | 2295                                       | 3850                                       | 5160                                       | 6560                                       | 9360                                       | 11000                                      |
| Ar                                         | 1520                                       | 2665                                       | 3945                                       | 5770                                       | 7230                                       | 8780                                       | 12000                                      |

A primeira energia de ionização é a energia necessária para remover um elétron, a segunda para remover dois eletrões, etc. As energias de ionização sucessivas são sempre maiores que a anterior, e há uma certa n-ésima energia de ionização que é significativamente mais elevada que as demais. Por esta razão, os iões tendem a formar-se só de certas formas. Por exemplo, o sódio encontra-se na forma Na+, mas não, geralmente, na forma Na2+ devido à grande quantidade de energia de ionização que seria necessária. Do mesmo modo, o magnésio encontra-se como Mg2+, mas não como Mg3+ e o alumínio pode existir como um catião Al3+.

## Etimologia
As diversas variantes ião, íon, ionte, ânio, iônio, iono e ion provêm do grego ion, particípio presente de ienai, "vai", ou seja, "o que vai, indo". "Anion" e "cation" significam "o que vai para cima" e "o que vai para baixo", respetivamente, e "ânodo" e "cátodo" significam "caminho para cima" e "caminho para baixo" (hodos = estrada, caminho).